# دم‌اره‌ای‌ها
دم‌اره‌ای‌ها (نام علمی: Prionurus) نام یک سرده از تیره جراح‌ماهیان است.